# الفنانات السعوديات المعاصرات
في الآونة الأخيرة، كانت هناك زيادة في المعارض العامة التي تعرض الفن الحديث في المملكة العربية السعودية. هذا مدعوم بتدفق المعارض التجارية وتنامي الحركات الشعبية للفنانين الذين اكتسبوا مكانة دولية. المملكة العربية السعودية تترك بصمتها على المشهد الفني المعاصر، وفي وسط هذا المرأة. يشار إلى أنها تدفع باتجاه الحدود القائمة في البلد المحافظ اجتماعياً. وعملهم ينطوي على طابع نسوي إلى حد كبير يطرح أسئلة حول المناخ السياسي الحالي وحقوق المرأة. وهم يتساءلون عن البارامترات القائمة ويتحدى ون الأدوار والمبادئ الاجتماعية المقترحة للجنسين. يستخدمون الفن للتعبير عن المظالم التي يشعرون بها ويعطون صوتًا لنفسهم المهمشين.

## الأصول
بدأ المشهد في محافظة عسير بالمملكة العربية السعودية حيث افتتح الأمير خالد الفيصل، وهو شاعر وفنان، مركزاً ثقافياً يعزز المواهب الشابة الجديدة. من هذا المشروع ظهر أحد أشهر الفنانين المعاصرين في المملكة العربية السعودية، وهو أحمد ماتر. كما شهدت مدينة جدة الساحلية ظهور مشهد فن شعبي، حيث أدمج الفنانون منافذ إعلامية مثل التصوير الفوتوغرافي وتكنولوجيا الفيديو، مما مكن عملهم من تحويل مسار انتقالي إلى المشهد الفني العالمي. في عهد الملك عبد الله، شجعت الحكومة السعودية النساء على الحصول على فرص عمل وتعليم أفضل. في سبتمبر (2011)، صرحت الحكومة أنه في المستقبل ستتمكن النساء من التصويت في مجلس الشورى، المجلس الاستشاري المعين الذي يقدم المشورة للملك ويدافع عن حقوق المرأة في المملكة. وقد أدى هذا إلى تحريك حركة متنامية للفنانات يعبّرن عن أنفسهن في المجال الفني. وتدعي منال الضويان، وهي فنانة حركية، أن فنها يعطيها صوتاً، وإلا فقد حرموا من التعبير عن أنفسهم في مجتمع لا تتاح لهم فيه الفرصة الكافية للقيام بذلك. تعتبر النساء عادة معالات وغالبا ما تكون مشروطة بأولياء الأمور الذكور. حيث يخضعون لقوانين وصاية الذكور التي تلزمهم بالحصول على إذن من أزواجهن أو آباءهم أو حتى أبنائهم للعمل والسفر والدراسة والعديد من الأنشطة الأخرى.

## عروض مهمة

### نبط
النبط: معنى الشعور (2010) هو معرض للفن المعاصر من المملكة العربية السعودية. يقدمه الجناح السعودي في معرض شانغهاي العالمي. ومن بين الفنانين العارضين، فإنه يضم أعمال شادية ورجاء عالم،  وريم الفيصل،  ولولوة الحمود، وجوهرة آل سعود،  ونهى الشريف  ومها الملا. يحاول المعرض التعامل مع الطبيعة المتنوعة للحياة، لا سيما العلاقات الإنسانية والتفاعلات بين الجماعات والمجتمعات الاجتماعية وداخلها.

### حافة الجزيرة العربية
حافة الجزيرة العربية (2003) هي منظمة غير ربحية مستقلة في المملكة المتحدة، أسسها تجمع فنانين.

#### نحن بحاجة إلى الحديث: جدة
في يناير 2012، نظم معرضًا مؤلفًا من 40 قطعة بعنوان «نحن بحاجة إلى التحدث». أكثر من ثلث الأعمال المعروضة كانت من قبل النساء.

#### تعال معنا: لندن
في أكتوبر 2012، قدمت «تعالوا معنا» برعاية ستيفن ستابلتون بعرض أعمال متعددة الوسائط من قبل كبار الفنانين العرب. كان اسم «تعالوا معنا» إشارة إلى قنوات التواصل الاجتماعي وتأثيرها على التعبير الفردي في العالم العربي. تضمن العرض أعمال 30 فنانًا ناشئًا شملت أعمال السعودي العبدلي  ومنال الدويان. بالإضافة إلى معرض إيدج أوف أريبيا، تعاونت مؤسسة ذا كروس واي،  دار المأمون  وفيوتشر شورتز  من أجل دمج برنامج تعليمي يضم ورش عمل وعروض أفلام ومناقشات موضعية وجولات إرشادية للمعارض.

### القوة الناعمة
كان عرض القوي الناعمة (من 26 سبتمبر إلى 10 ديسمبر 2012) العرض الافتتاحي في مركز الفنون  الفني في العاصمة السعودية. كان المكان المتعدد الوظائف أول منصة فنية معاصرة في الرياض. من المفترض أن يمثل اسم Alaan ، الذي يعني الآن «باللغة العربية»، طاقة وقوة المشهد الفني السائد في المملكة العربية السعودية. يعرض المعرض الأعمال التي تم إنشاؤها بالكامل من قبل النساء، اللواتي يختلفن منهجياً ومن حيث أسلوبهن الفني. علاوة على ذلك، فإن المؤسس والمدير الإبداعي ورئيسة المنسقين هم جميعا من النساء.
كما يستضيف المعرض فصولاً وورش عمل رئيسية، تنظمها سارة رضا (المنسقة السابقة للبرامج العامة لمتحف تيت الحديث في لندن)، وتدرس الفنانين المحتملين حول الفن المعاصر. وعلاوة على ذلك، تقوم مؤسسة آلاء آرتسبيس بتمويل معارضها غير التجارية، وتكلف أعمالاً جديدة، وتقدم برامج تعليمية مجانية غير ربحية من خلال إيراداتها من متجرها ومطعمها ومقهى ها. يمثل عرض القوي الناعمة مشروعًا مبتكرًا، بالنظر إلى المجال المعقد لدور المرأة ومكانة المرأة في المجتمع السعودي المعاصر. ويضم ثلاث فتيات سعوديات: سارة أبو عبد الله،  سارة مهنا العبدلي  ومنال الدويان. يستكشف المعرض، بدلا من كونه سياسيًا صريحًا، خفايا الاعتراضات السياسية والاجتماعية السائدة في المملكة العربية السعودية. في جميع أنحاء المعرض، هناك إشارات إلى قوانين الوصاية المعتمدة في المملكة العربية السعودية. تمثل المواد النسائية الممثلة وسماسرة الطاقة والقائمين على رعاية الأطفال. وكما ذكر موقع المعارض على شبكة الإنترنت، يتبنى الفنانون «نهجًا دقيقًا ومفعمًا في بعض الأحيان نحو استكشاف وضع المرأة في المجتمع المعاصر». يحمل اسم المعرض هذا الموقف، ومواضيع الأعمال نفسها، ومحاولة إعادة صياغة السرد المتوقع. وعلاوة على ذلك، فإنه يوفر منصة للمناقشة والحوار بشأن المسائل المتعلقة بالفن في المملكة العربية السعودية.

## فنانات بارزات

### منال الضويان
منال الدويان (1973) ولدت في الظهران، المنطقة الشرقية من المملكة العربية السعودية. في البداية درست تحليل النظم (MSc) وعملت كمديرة إبداعية في شركة نفط. كانت تعمل وتنتج الفن لمدة 7 سنوات حتى أصبحت فنانة بدوام كامل في عام 2010. وكان هذا نتيجة لصناعة فنية نشطة كانت تتطور في منطقتها. سرعان ما أصبحت الضويان واحدة من أبرز المدافعين عن الفنانين المعاصرين في الشرق الأوسط. درست في الخارج في عدد من المؤسسات الفنية بما في ذلك الولايات المتحدة الأمريكية، لندن، دبي والبحرين. وهي تعمل في الغالب مع الصور الفوتوغرافية والمنشآت وعملها النسوي بطبيعته إلى حد كبير. أما أكثر أعمالها تقديراً فهي «معلقة معاً»، وهي قطيع من الحمائم مصنوعة من الألياف الزجاجية وملصقات على أجسامها. الحمائم متشابكة وتتكون من قسائم أذونات يجب على النساء في السعودية توقيعها من قبل أزواجهن أو الأوصياء الذكور للحصول على إذن للسفر.
وهي فنانة معروفة دوليًا، عرضت أعمالها في معرض "بينين أوف وونيس" الذي أقيم في بينالي فينيسيا عام 2011 وفي متحف فيكتوريا وألبرت كجزء من المعرض الذي يعرض عمليات الاستحواذ العامة على التصوير في الشرق الأوسط تحت عنوان "الضوء من "الشرق الأوسط" في عام 2013 وبيناليس بروسبكت نيو أورليانز في معرض بعنوان "Notes For Now" في عام 2014 حيث عرضت مجموعة من 20 صورة فوتوغرافية و 11 مقطع فيديو بعنوان "إذا نسيت أنك لا تنسيني" شاركت أيضًا في نموذج السوائل: الفن المعاصر من الدول العربية (2010) في سيول  في Freedom to Create (2011) في مدينة نيويورك وفي Simply Words في سويسرا (2012) 

### سمية خاشقجي
سمية خاشقجي من مواليد أبها عام 1958، هي مصممة داخلية، ورسامة ومنظمة للسعودية معرض فني. في عام 1982، تخرجت من جامعة كينغستون في المملكة المتحدة بدرجة البكالوريوس في التصميم الداخلي، وفي عام 2005 أكملت الماجستير في الفنون الجميلة من جامعة دي مونتفورت. هي أستاذة مساعدة في التصميم الداخلي في كلية دار الحكمة. لبضع سنوات ابتداء من عام 1983، عملت كأول مصمّمة في شركة أثاث وتصميم أخيها.

### فنانات أخريات
- هناء حجار، رسامة كاريكاتير
- هند المنصور (من مواليد 1956)، فنانة بصرية، وطبيبة
- هدى توتونجي، فنانة سعودية مقرها أمريكا.
- لؤلؤة الحمود (من مواليد 1967)، فنانة أنماط تعتمد على الحروف العربية
- علا الحجازي، فنانة، معلمة، متأثرة بالأبجدية العربية
- [صافية بن زقر] ، (من مواليد 1940)، رسامة مقرها في جدة.
- سارة مهنا العبدلي (مواليد 1989)، فنانة شارع
- فاطمة أبو غماس، فنانة لوحات جدارية منزلية

## وجدة
وجدة هو أول فيلم روائي طويل يتم إنتاجه في المملكة العربية السعودية وقد أخرجته امرأة. هيفاء المنصور، ظهرت لأول مرة في مهرجان البندقية. يستكشف فيلمها الطويل القيود المفروضة على النساء في المملكة الإسلامية المحافظة. استغرق الأمر ثلاث سنوات للحصول على الإذن والدعم. وهو إنتاج مشترك بين المملكة العربية السعودية وألمانيا، أنتجته شركة Razor Film Produktions في برلين بدعم من استديوهات روتانا. وهو أول فيلم يُطلق عليه الرصاص في المملكة العربية السعودية، يوثق التجارب والمحن اليومية لفتاة سعودية شابة، وادجدا. إنها تلخص رحلة طفولتها التي تعارض المعايير والقيود الاجتماعية في كل من المنزل والمدرسة. وأعرب المنصور عن أمله في أن يساعد الفيلم في تغيير المواقف تجاه النساء والسينما داخل وخارج المملكة العربية السعودية. ومع ذلك، فإن الفيلم لم يُشاهد بعد في المملكة العربية السعودية حتى إصداره التلفزيوني التالي. يدعي المنصور أنه واجه عددا من التحديات في التمثيل والتصوير في بلد غارق في المواقف المحافظة. كانت تهدف إلى تصوير فصل النساء في المملكة العربية السعودية. أي أن المرأة تتمتع بوضع قانوني أقل من الرجل، تخضع لقوانين الوصاية ويحظر عليها القيادة.